# Villa Tolomei
Villa Tolomei si trova in località La Pescaia, a sud di Sticciano, nell'estrema parte meridionale del territorio comunale di Roccastrada, lungo la strada che conduce a Grosseto.
La villa, già appartenuta ai Piccolomini, è di proprietà della famiglia Tolomei, dalla quale ha preso il nome. Si trova all'interno di una tenuta dove sono presenti anche le scuderie, i magazzini, il granaio, il frantoio, alcune case coloniche e la cappella di famiglia; il giardino è stato recentemente trasformato per rievocare lo stile del teatro di verzura, tipico dell'epoca rinascimentale e del periodo barocco.
Il 28 maggio 2016 è morto a Villa Tolomei l'attore e regista Giorgio Albertazzi, che aveva sposato Pia Tolomei di Lippa.